# Bumpkin Island
Bumpkin Island (ebenso bekannt als Round Island, Pumpkin Island, Bomkin Island, Bumkin Island und Ward’s Island) ist eine Insel in der Hingham Bay im Boston Harbor. Sie liegt 10,2 mi (16,4 km) vom Bostoner Stadtzentrum entfernt auf dem Gebiet des Bundesstaats Massachusetts der Vereinigten Staaten. Bumpkin Island verfügt über eine dauerhafte Fläche von ca. 30 Acres (0,12 km²), die durch ein Watt je nach Tidenhub temporär um weitere 31 Acres (0,12 km²) vergrößert wird. Sie wird vom Massachusetts Department of Conservation and Recreation (DCR) verwaltet und ist Teil der Boston Harbor Islands National Recreation Area. Die Insel wird regelmäßig von Shuttlebooten angefahren und ist von 9 Uhr morgens bis zum Sonnenuntergang geöffnet.

## Geographie

### Geologie
Die Insel besteht hauptsächlich aus einem einzigen Drumlin, der bis zu 70 ft (21,3 m) aus dem Wasser aufragt und von einem felsigen Ufer umgeben ist. Bei Ebbe ist Bumpkin Island über eine Sandbank mit dem Sunset Point in Hull verbunden.

### Flora und Fauna
Auf der Insel stehen einige ca. 100 Jahre alte Bäume, darunter Papier-Birken, Birn- und Apfelbäume. Es findet sich ebenso eine einzelne Eibe, deren Pflanzdatum auf das frühe 19. Jahrhundert datiert wird. Die meisten der auf der Insel wachsenden Bäume, Sträucher und Weinreben sind durch Sukzession aus in früheren Jahren angepflanzten Exemplaren entstanden. Die Tierwelt der Insel ist noch Gegenstand wissenschaftlicher Untersuchungen.

## Geschichte
Die Insel wurde bereits von den Indianern und während der Kolonialzeit für die Landwirtschaft genutzt. Im frühen 19. Jahrhundert befand sich eine Anlage zur industriellen Trocknung von Fischen auf Bumpkin Island, und im frühen 20. Jahrhundert wurden dort auch Fische verarbeitet. Der Bostoner Philanthrop Albert Burrage gründete 1900 ein Kinderkrankenhaus auf der Insel. Während des Ersten Weltkriegs wurde dort ein Ausbildungslager der U.S. Navy betrieben, das nach Ende des Kriegs wieder abgerissen wurde. 1940 wurde das Krankenhaus für an Poliomyelitis erkrankte Menschen neu eröffnet, musste während des Zweiten Weltkriegs jedoch wieder geschlossen werden und brannte 1945 nieder. Heute befinden sich nur noch die Ruinen eines alten Bauernhofs auf der Insel.

## Sehenswürdigkeiten
Auf der Insel bieten sich der Pier, ein Pumpenhaus, die Ruinen ehemaliger Häuser sowie die Grundmauern der ehemaligen Kantine und des Krankenhauses als Besichtigungsorte an.